# Consumptiefunctie
In de economie is de consumptiefunctie een eenvoudige formule die wordt gebruikt als model voor de relatie tussen de consumentenbestedingen en het besteedbare inkomen. De consumptiefunctie werd ontwikkeld door John Maynard Keynes en door hem gedetailleerd beschreven in zijn boek The General Theory of Employment, Interest and Money.
De consumptiefunctie drukt de totale consumptie {\displaystyle C} in een economie uit in het besteedbare inkomen {\displaystyle Y^{d}=Y-T}, d.w.z. het inkomen na belasting. Dit totaal is samengesteld uit twee delen: 
- de autonome consumptie, die niet wordt beïnvloed door het huidige inkomen
- de geïnduceerde consumptie, die wel wordt beïnvloed door het inkomensniveau in de economie.

Een eenvoudige vorm van de consumptiefunctie is 
{\displaystyle C=c_{0}+c_{1}Y^{d}}
waarin de comsumptie lineair afhangt van het besteedbare inkomen.
Daarin is 
- c0 de autonome consumptie ({\displaystyle c_{0}>0}),
- c1 de marginale geneigdheid tot consumeren (dat wil zeggen de geïnduceerde consumptie) ({\displaystyle 0<c_{1}<1}) en